# Joe Johnson (basketball)
Joe Marcus Johnson (født 29. juni 1981) er en amerikansk professionel basketballspiller for Houston Rockets, som deltager i National Basketball Association (NBA), og tidligere spiller på det amerikanske landshold og hos Atlanta Hawks samt Utah Jazz.